# Hrabstwo King and Queen

Piramida wieku hrabstwa

Hrabstwo King and Queen – hrabstwo w USA, w stanie Wirginia, według spisu z 2000 roku liczba ludności wynosiła 6630. Siedzibą hrabstwa jest King and Queen Court House.

## Geografia
Według spisu hrabstwo zajmuje powierzchnię 845 km², z czego 819 km² stanowią lądy, a 26 km² – wody.